# Kejsaren (tarotkort)

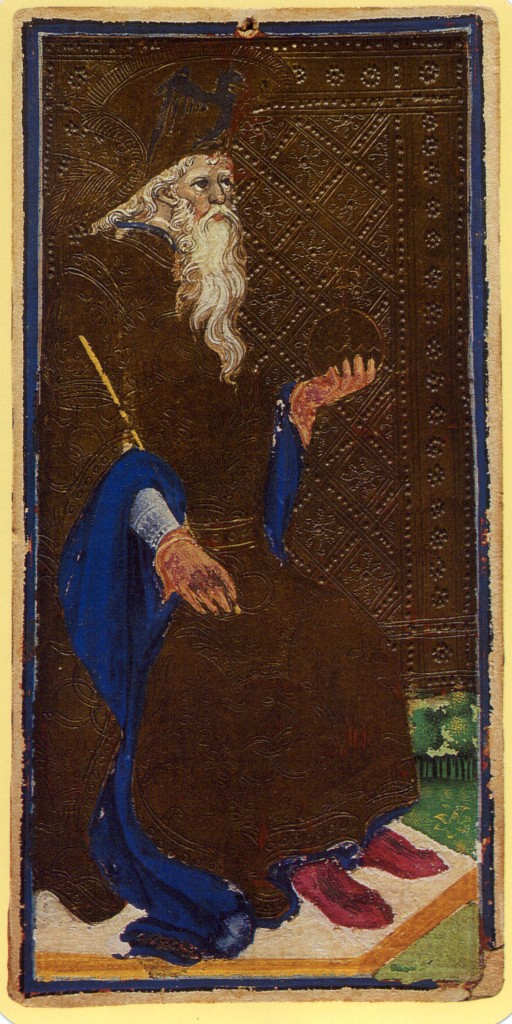
Kejsaren med spira och klot.

Kejsaren är ett av de 78 korten i en tarotkortlek och är ett av de 22 stora arkanakorten. Kortet ses generellt som nummer 4.  Rättvänt symboliserar kejsaren stabilitet, struktur, skydd, disciplin, auktoritet och skydd. Omvänt symboliserar kortet tyranni, dominans, vårdslöshet och avsaknad av disciplin. Kortet gestaltas generellt av en skäggig man på en tron som i ena handen har en spira och i andra ett klot. Bakom kejsaren syns generellt berg. Kortets utformning har i regel varit relativt oförändrat men innebörden av kortet fick en drastisk ändring på 1700-talet då synen på monarkin i Europa ändrades.